# Eozin (máz)

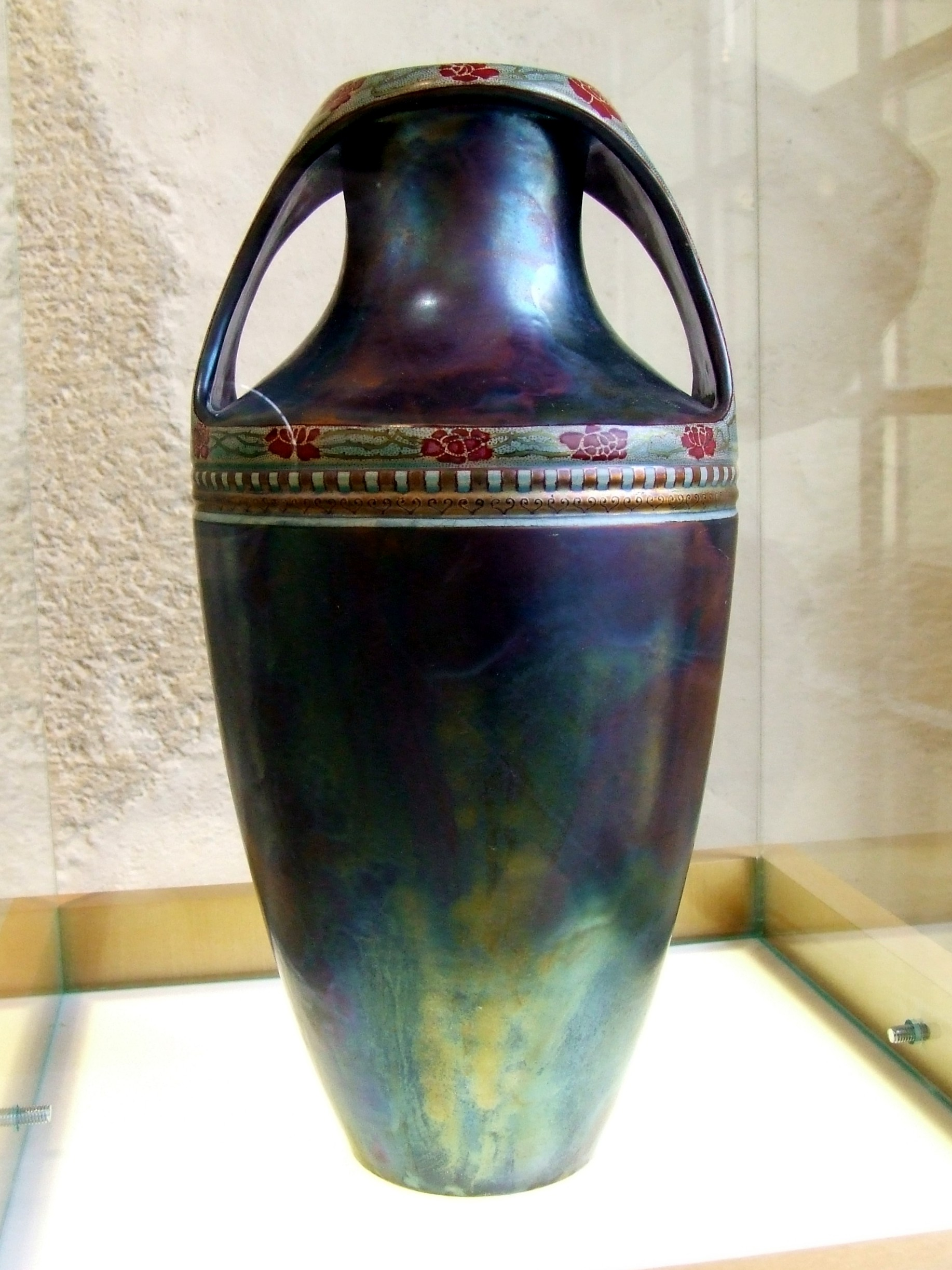
Eozinmáz Apáti Abt Sándor vázáján. Zsolnay Múzeum, Pécs

Az eozin az aranyszíntől a rózsabogár-zöldig színjátszó, fényesen csillogó vagy matt kerámiamáz. Az eozin Éószról, a hajnal istennőjéről kapta a nevét.

## Történet
Fémes fényű lüsztermázas kerámiákat a Közel-Keleten készítettek először. Az arabok közvetítésével a középkorban – valószínűleg a 9. században – kerültek ilyen fémmázas hispano-mór stílusú kerámiák Európába. Az európai fazekasok a móroktól tanulták meg az aranyszínű ezüst és a vörös színű rézbevonat készítését és később olaszországi műhelyekben is készítettek fémmázakkal égetett edényeket. Az Európa szerte híres gubbiói porcelángyárban Giorgio Andreoli készített rubin és ezüst lüsztermázas kerámiákat.
Az évszázadok során elfelejtődő technikát a 19. század második felében sokan próbálták megfejteni, reprodukálni. Az itáliai, reneszánsz kori fémfényű bevonatok készítésével angol és francia keramikusok (William de Morgan, Clement Massier, Theodor Deck) is foglalkoztak. Hazánkban Petrik Lajos és Wartha Vince vegyészek segítségével Zsolnay Vilmos dolgozta ki és honosította meg ezt a technikát. A eozint Zsolnay Vilmos pécsi gyára tette világhírűvé.
A Gubbióban gyártott kerámiák titkát úgy próbálták megfejteni, hogy Petrik Lajos és Wartha Vince elemezte Giorgio Andreoli egyik tálát, a bevonómáz összetételét. Zsolnay Vilmossal pedig hosszas kísérletezés után a pécsi gyárban reprodukálták az anyagot és az előállítási folyamatot. Az első ilyen termékeket 1891-ben, a Budapesti Agyagipari Tárlaton mutatták be, majd 1893-tól gyártották üzemszerűen – elsősorban a szecessziós stílusú kerámiák bevonataként.

## Összetétele és készítése
Az eozinmáz jellemzően zöld színű, ám létezik piros, lila, kék és arany árnyalatban is. 
A fémlüszteres máztechnika az eozin készítésének lényege. Először a türkizkék színű, átlátszó, ólmos mázzal ellátott kerámiát kiégetik, majd az első kiégetés után a fényes vagy savval kezelt alapmáz felületét egy speciális összetételű masszával kenik be. Ez az agyagos pép színes- és nemesfémek keverékét, valamint ezek vivőanyagát tartalmazza. A második kiégetés során a zárt, erősen redukáló kemenceatmoszférában a képződő fémgőzök megtapadnak a máz felületén. A fémes hatást létrehozó réteg az égetés során gőzölög rá az alapmáz felületére. A ragyogó színes réteg – a jellegzetes eozinmáz – akkor válik láthatóvá, amikor a kihűlt kerámiáról lemossák az összesült festékpasztát. A végén tehát az eozint létrehozó anyag csak egy nagyon vékony (a fény hullámhosszával összemérhető nanométeres vastagságú) rétegben marad a kész kerámián. A kerámiamáz felszínén egy különleges fizikai hatás, a fény interferenciája hozza létre a fémes színeket. A jelenség hasonló, mint amikor a szappanbuborék vagy vékony olajfolt felületén színes foltok láthatók.
Az eljárás nagyon bonyolult és nehezen reprodukálható. A lemosás után a kerámián fennmaradó réteg vastagsága, a fémkeverék pontos összetétele, a reduktív kemence légkörének összetétele és hőmérséklete mind befolyásolja az elkészült kerámia színjátszó színét. Ettől lesz szinte mindegyik eozin tárgy egyedi.
Bár az eredeti, Zsolnay Vilmos által kidolgozott receptúra titkát a család megőrizte, a Zsolnay porcelángyárban ma is készítenek eozin kerámiákat, edényeket, ékszereket.
Hasonló nevű anyag az eozin (festék), aminek azonban semmi köze a kerámiához: a fluoreszcein tetrabrómszármazéka.

## Galéria

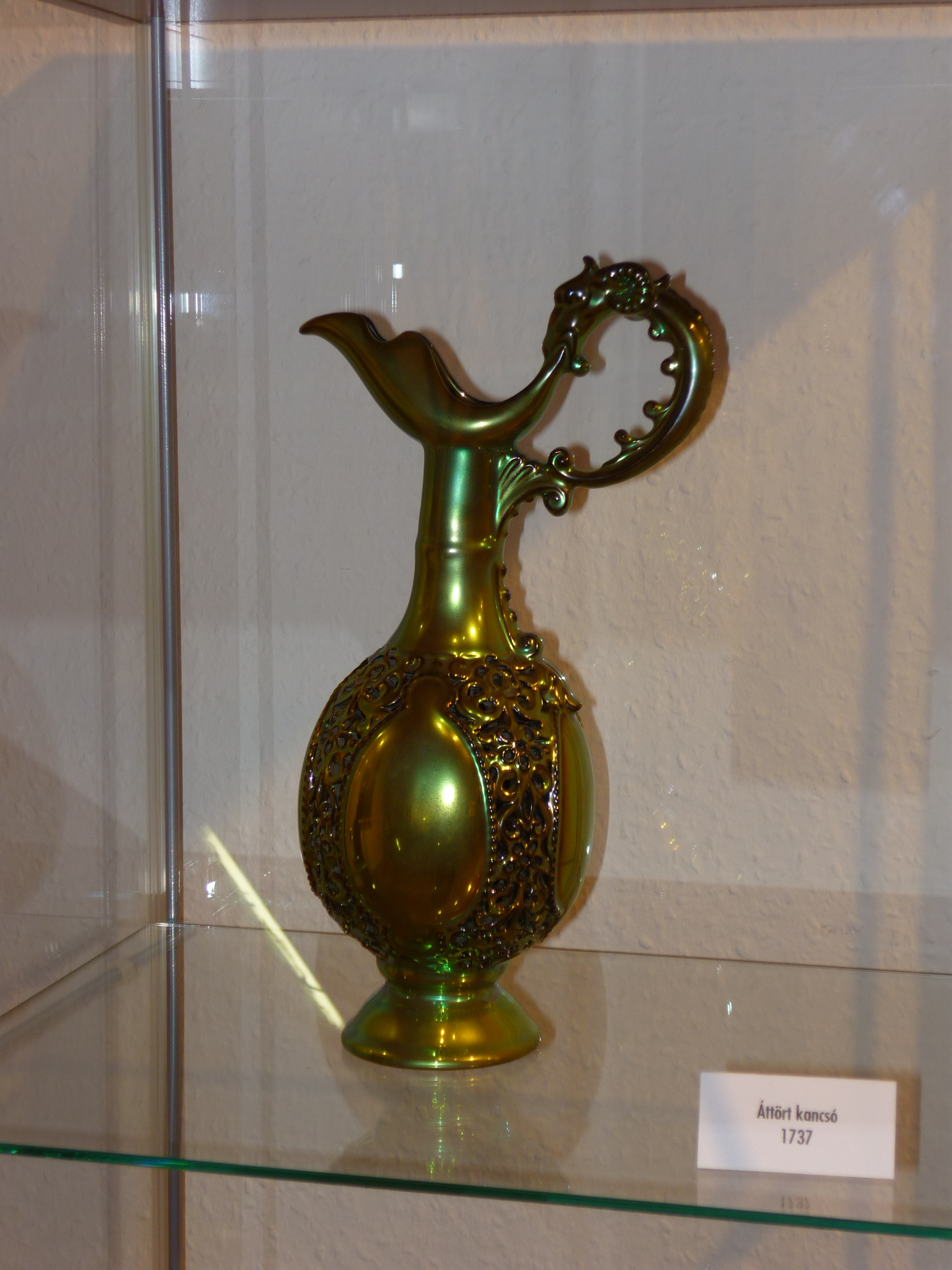
Zsolnay-kerámia: áttört kancsó